# Tratado de Aviñón
El Tratado de Aviñón firmado el 9 de marzo de 1365 en Aviñón, fue un tratado establecido entre el rey Carlos V de Francia y el rey Carlos II de Navarra.
Supuso una tregua, firmada el 6 de marzo de 1365, en los combates de la Guerra de los Cien Años, y fue firmada por plenipotenciarios navarros y franceses todos reunidos en Aviñón a petición del Papa Urbano V que presidió las negociaciones.

## Contexto histórico
Durante la Guerra de los Cien Años, Carlos II de Navarra, que había querido oponerse militarmente a la coronación de Carlos V desde sus posesiones normandas, inició un bloqueo de París. Carlos V de Francia envió allí a Bertrand Du Guesclin al frente de su ejército. El 16 de mayo de 1364 tuvo lugar la batalla de Cocherel contra las tropas de Carlos II de Navarra que estaban bajo las órdenes del capitán de Buch (Juan III de Grailly), así como a los arqueros ingleses comandados por Blancbourg y Jean Jouel, y a la compañía libre como Arnaldo-Amaneo de Albret.
Tras la derrota de sus tropas Carlos II de Navarra se refugió en la corte del Papa Urbano V en Aviñón. El 24 de noviembre de 1364, Urbano V pudo informar a Carlos V que su cuñado de Navarra, que se había refugiado en Aviñón, se mostraba dispuesto a negociar. Los plenipotenciarios de Carlos V y Carlos II, tras las conversaciones de Aviñón, firmaron una tregua en París el 6 de marzo de 1365. En mayo, los dos reyes refrendaron este acuerdo de paz.

## El tratado
El 6 de marzo de 1365 se firmó el Tratado de Aviñón. Carlos II de Navarra abandonó sus posesiones de Meulan, Mantes y el condado de Longueville a Carlos V de Francia a cambio del condado de Évreux, Cotentin y la ciudad de Montpellier.
Carlos de Navarra también renuncia a sus derechos sobre Borgoña, Champaña y Bría.

## Consecuencias
Parece que el acuerdo alcanzado durante el tratado no se aplicó realmente hasta 5 años después durante los cuales los navarros buscaron alcanzar un tratado de alianza perpetua con los ingleses que, desconfiados tras sus incesantes reveses, no llegaron a firmar.